# 向後桃
向後 桃（こうご もも、4月6日 - ）は、日本の女性プロレスラー、女優。
埼玉県出身。スターダム所属。血液型O型。身長165cm、体重47kg。女優としてはCINEMACTに所属していた。

## 来歴
10歳から22歳までバスケットボールで活躍し、県大会出場の実績を持つ。
2016年に「ミス湘南コンテスト」のグランプリに選ばれるなど、順調な芸能活動を送っていたが、その裏で2015年にバセドウ病を発症し体力低下と体重減に見舞われる。
薬の効果が出て体力が回復し始めた頃、テレビで見たプロレスの番組に刺激を受け、プロレスラーを志すようになる。その後、Actwres girl'Zからスカウトを受け、2019年4月30日の後楽園ホール大会で五十嵐乃愛相手にデビュー戦を行う。以降はActwres girl'Zの他、アイスリボンやプロレスリングWAVEなどに参戦。2021年10月にはアイスリボンのメキシコCMLLツアー遠征に、負傷欠場した石川奈青の代役として帯同した。2021年12月にActwres girl'Zが活動休止となりフリーとなる。
2022年
1月8日、スターダムの後楽園ホール大会に登場し参戦を直訴。1月23日、大阪府立体育会館第2競技場大会にて初参戦を果たし、ウナギ・サヤカとの「査定試合」に敗れるが、その後行われたSTARS対大江戸隊の6人タッグ戦後にSTARS入りを志願し認められる。2月23日の長岡大会では羽南の持つフューチャー・オブ・スターダム王座に挑戦するが敗れる。
6月からSTARDOM 5★STAR GP本戦への出場を賭けた出場権争奪リーグ戦に参加し、2勝2敗の成績で出場を逃すが、7月26日、出場予定だったテクラの負傷欠場に伴い、7月9日にAZMの持つハイスピード王座に挑戦した時の試合内容が評価されて繰り上げ出場が決まった。リーグ戦は2勝10敗に終わるが、終盤の9月24日に舞華からウラカンラナで3カウントを奪う殊勲を上げている。
2023年
4月25日から負傷により欠場。これにより、約1ヶ月の欠場を余儀なくされた。5月21日（現地時間）にNJPW STRONGロングビーチ大会にて行われたSTRONG女子王座の初代王座決定トーナメントにエントリー。復帰戦となる一回戦でウィロー・ナイチンゲールに敗退した。
7月4日、NJPW STRONG後楽園ホール大会でウィロー・ナイチンゲールとコンビを組み、急造タッグながら連携も見せ、ジュリア＆テクラ組に勝利した。
11月、長年抱えていたバセドウ病が寛解する。

## 得意技
モモンパ
回転十字固め。2023年5月より使用。岩谷麻優の「ドドンパ」に憧れて習得した。
果汁桃絞り100%
ネクター・ピーチ
リストクラッチ式フィッシャーマンズ・スープレックス
619
619式コンプリートショット
スワンダイブ式ミサイルキック
ウラカン・ラナ
ラ・マヒストラル
マヒカ・デ・ピーチ
手をクラッチして入るラ・マヒストラル

## 人物
- 英語が堪能であり、スターダムの会見の通訳を務めたこともある[15]。
- 鹿島沙希のファンであり、5★STAR GP 2022で鹿島と対戦した際、鹿島の写真集とリーグ戦の勝ち点のどちらが欲しいかと聞かれたところ、写真集を選んだ。なお、試合は向後がラ・マヒストラルで勝利し、写真集と勝ち点の両方を手に入れた[16][17]。
- バセドウ病（現在は寛解）と膠原病に罹患していたことを公表している[5][18]。
- プロレスをしている瞬間は「生きていることを実感できます」と語り[5]、前述のように一時は歩くのも困難だった時期があることから、「それまで走ることすらままならなかった自分が、リングの上で戦えて、日本各地や海外に行って試合をする毎日を送れていることは本当に夢がある」と休み休みでもできることがあると、出会えたことに感謝している[5]。

## 出演

### ドラマ
- アルジャーノンに花束を （2015年4月 - 6月、TBS）
- オトナ女子（2015年10月 - 12月、フジテレビ）
- ロング・グッドバイ（2014年4月19日 - 5月17日、NHK総合テレビ「土曜ドラマ」）
- 5→9〜私に恋したお坊さん〜（2015年10月 - 12月、フジテレビ）
- 5人のジュンコ（2015年11月 - 12月、連続ドラマW、WOWOW）
- 人は見た目が100パーセント（2017年4月 - 6月、フジテレビ）
- セシルのもくろみ（2017年7月 - 9月、フジテレビ）
- 大河ドラマ いだてん〜東京オリムピック噺〜 （2019年、NHK総合）
- 大河ドラマ 麒麟がくる（2020年、NHK総合）

### 映画
- 不完全世界（2020年8月8日、監督：古本恭一、斎藤新）[19]
- 親鳥よ、静かに泣け（2021年9月3日、監督：三浦克巳）駒田瑠美役[20]
- 家出レスラー（2024年5月17日、監督：ヨリコジュン）[21]

## 入場曲
桃源無双
初のオリジナル入場曲。
臥竜の陣
著作権の関係で入場曲を使用できない場合（ROH参戦時など）に使用。
天雷（和ロックバンド輝夜）
スターダム参戦時から2024年までの入場曲。